# آرنه إي. هولم
آرنه إي. هولم (بالنرويجية البوكمول: Arne E. Holm)‏ هو جمع العملات ورسام ومهندس معماري نرويجي، ولد في 11 يونيو 1911، وتوفي في 31 يناير 2009.